# Autorità di bacino interregionali dei fiumi Trigno, Biferno e Minori, Saccione e Fortore
L'Autorità di bacino interregionali dei fiumi Trigno, Biferno e Minori, Saccione e Fortore è una delle Autorità interregionali istituite a seguito dell'art. 13 della legge del 18 maggio 1989, n. 183 che gestisce il bacino idrografico degli omonimi fiumi.
Il territorio gestito è suddiviso fra i seguenti enti:Abruzzo, Campania, Molise, Puglia.
La sede amministrativa è a Campobasso.